# Toni Cade Bambara
Toni Cade Bambara, amb el nom original Miltona Mirkin Cade (25 de març de 1939 – 9 de desembre de 1995) era una escriptora afroamericana, productora de documentals, activista social i professora d'universitat

## Biografia
Toni Cade Bambara va néixer a la ciutat de Nova York i els seus pares es deien Walter i Helen (Henderson) Cade. Va créixer a Harlem, Bedford Stuyvesant (Brooklyn), Queens i Nova Jersey (àrea metropolitana de Nova York). L'any 1979 es va canviar el nom, ja que es va afegir el nom d'un grup ètnic de l'oest d'Àfrica anomenat bambara al nom original.
Bambara es va graduar a la Universitat de Queens del Bachelor of Arts (pregrau molt popular als Estats Units) i es va especialitzar en l'art del teatre i literatura anglesa l'any 1959, i seguidament va estudiar mímica a l'Ecole de Mime Etienne Decroux a París, França. Abans d'acabar el màster sobre Estudis Americans es va començar a interessar pel món de la dansa al Campus Universitari de Nova York, inaugurat l'any 1962. En aquells moments estava treballant en una casa de serveis socials anomenada Colony Seattlement House. També va estar treballant per als serveis socials de Nova York com a directora d'entreteniment a la sala de psiquiatria de l'hospital Metropolitan. Des del 1965 fins al 1969 estava involucrada en un programa de la universitat de Nova York anomenat Recerca en Educació, Elevació i Coneixement. Mentre treballava com a professora d'anglès, va publicar diferents materials i va col·laborar en un grup de teatre anomenat SEEK's black.
L'any 1969 va esdevenir professora titular d'anglès a la Universitat Rutgers que se situa al campus de Livingston i treballava com a professora associada d'estudis afroamericans a la Universitat Emory. Del 1977 fins al 1979 va estar ensenyant a la Universitat d'Atlanta i també a l'Escola de Treball Social. Treballava com a escriptora contractada al Neighborhood Arts Center des del 1975 fins al 1979, al Col·legi Stephens a Columbia (Misuri) el 1976, i des del 1978 fins al 1979 va treballar al Col·legi Spelman d'Atlanta. Va ser l'any 1986 quan va començar a ensenyar a escriure guions per a pel·lícules a l'Escola de Mitjans de comunicació i Audiovisuals Louis Massiah a Filadèlfia.
Bambara va participar en diferents associacions i organitzacions d'activistes, i per aquest motiu els seus treballs tenen una gran influència dels Drets Civils i els moviments del Nacionalisme Negre dels anys seixanta. Va participar en diferents campanyes a Cuba l'any 1973 i al Vietnam el 1975. Es va traslladar a viure a Atlanta amb la seva filla Karma Bene. Allà va esdevenir un dels membres fundadors del Southern Collective of African-American Writers (“Associació d'Escriptors Afroamericans del Sud”) 
A Toni Cade Bambara se li va diagnosticar un càncer de còlon l'any 1993 i va morir a causa d'aquesta malaltia el 1995 a l'edat de 56 anys.

## Publicacions
El seu primer llibre portava el nom de Gorilla, My Love (1972) i és un recull de quinze històries curtes escrites entre el 1950 i el 1960. La majoria d'històries que apareixen en aquest llibre s'expliquen en primera persona. La narradora és una jove atrevida que és insistent, valenta i afectuosa, cosa que Bambara considerava que aquest era un exemple de ciència-ficció. És en aquesta publicació on hi apareixen les històries Blues Ain't No Mocking Bird i també el Raymond's Run.
Bambara va participar en els moviments d'Art dels col·lectius negres i en els inicis del feminisme negre. La seva antologia The Black woman (1970) incloïa poesia, històries curtes i preludis de Nikki Giovanni, Audre Lorde, Alice Walker, Paule Marshall i d'ella mateixa. També incloïa el treball que havien realitzat els estudiants del curs de teatre SEEK. Va ser la primera col·lecció feminista que donava rellevància a les dones afroamericanes. Tales and Stories for Black Folk (1971) recollia la feina de Langston Hughes, Ernest J.Gaines, Pearl Crayton, Alice Walker i diversos estudiants. També va redactar la introducció per una altra antologia feminista revolucionaria per a les dones de color amb el títol This Bridge Called My Back (1981) editat per Gloria Anzaldúa i Cherríe Moraga. Mentre que a Bambara se la relacionava amb el feminisme en el capítol que porta per títol On the issue of roles escriu Potser ens hauríem d'oblidar de les nocions relacionades amb la masculinitat i la feminitat i centrar-nos en el racisme.
La seva novel·la titulada The Salt Eaters (1980) se centra en un seguit de fets curatius que coincideixen amb un festival d'una ciutat imaginària de Claybourne a Geòrgia. La novel·la Those Bones Are Not My Child, o també coneguda amb el títol del manuscrit If Blessings Come, es va publicar després de la mort de Bambara l'any 1999. Tracta de la desaparició i l'assassinat de trenta infants negres a Atlanta durant el 1979 i el 1981. Toni Morrison va considerar aquesta novel·la una obra mestra. A més a més, va reunir algunes de les històries curtes, preludis i entrevistes en un volum que porta per títol Deep Sightings&Rescue Missions: Fiction, Essays & Conversations (Editorial Vintage 1996) 
Les seves publicacions tenien una relació estreta amb la política, ja que tenia en compte les injustícies i l'opressió en general, donant sempre una important rellevància a les comunitats afroamericanes que tenien uns principis polítics com a base, especialment el cas de The Salt Eaters. El guió amb el qual va ser premiada amb dos premis de cinema [2]Louis Massiah es titulava The Bombing of Osage Avenue que tracta l'atac per part de la policia a l'Avinguda Osage número 6221 el 13 de maig de 1985 a Filadèlfia, en uns moments on hi havia una gran pressió per part del moviment liberal negre conegut com a MOVE. Protagonistes feministes i narradors són els personatges principals a les novel·les de Bambara, amb una influència del feminisme més radical i inclosos totalment dintre la cultura afroamericana, juntament amb els dialectes corresponents, les tradicions orals i les tècniques de jazz. Sempre es va veure influenciada per la ciutadania de Harlem i per la forta ideologia que li transmetia la seva mare, Helen Bent Henderson Cade Brehon tant a ella com al seu germà Walter, que era un pintor reconegut, perquè se sentissin orgullosos de la cultura i la història afroamericana.
Bambara també va contribuir a la sèrie de documentals American Experience de la televisió pública americana PBS (Public Broadcasting Service) amb Midnight Ramble i Oscar Micheaux and the Story of Race Movies. També va ser una de les productores del documental col·laboratiu del 1995 titulat W.E.B. Du Bois: A Biography in Four Voices.
Ficció
- War of the Walls 1976, My Love. (històries curtes) Històries curtes. Publicat per Random House: Nova York 1972
- Blues Ain't No Mockin Bird
- The Sea Birds Are Still Alive: Collected Stories. (recull d'històries curtes). Publicat per Random House: Nova York 1977
- The Salt Eaters. (novel·la) Random House, New York 1980
- 'Deep Sightings and Rescue Missions: Fiction, Essays and Conversations. (varis) Editat per Toni Morrison. Publicat per Pantheon: Nova York 1996.
- Those Bones Are Not My Child. (novela) Publicat per Pantheon: Nova York 1999

Món acadèmic
- The American Adolescent Apprentice Novel. City College of New York, 1964. 146 pp.
- Southern Black Utterances Today. Institute of Southern Studies, 1975.
- What Is It I Think I'm Doing Anyhow. Dintre de: J. Sternberg (editor): The Writer on Her Work: Contemporary

Women Reflect on Their Art and Their Situation. Publicat per W.W. Norton: Nova York 1980, pp.153–178.
- Salvation Is the Issue. Dintre de: Mari Evans (editora): Black Women Writers (1950-1980): A Critical Evaluation. Publicat per: Anchor/Doubleday; Garden City: Nova York: 1984, pp.41-47.

Antologies
- Toni Cade (editor): The Black Woman: An Anthology. Publicat per New American Library: Nova York 1970
- Toni Cade Bambara (editor): Tales and Stories for Black Folks. Publicat per Doubleday, Garden City: Nova York 1971
- This Bridge Called My Back. (pròleg) Publicat per Persephone Press, 1981.

Guions
- Zora. WGBH-TV Boston, 1971[2]
- The Johnson Girls. Televisió Nacional d'Educació, 1972.
- Transactions. Escola de Treball Social, Universitat d'Atlanta 1979.
- The Long Night. Companyia American Broadcasting, 1981.
- Epitaph for Willie. Produccions K. Heran, Inc., 1982.
- Tar Baby. Guió basat en la novela Tar Baby de Toni Morrison. Productora de pel·lícules Sanger/Brooks, 1984.
- Raymond's Run. Sistema Públic de Comunicació, 1985.
- The Bombing of Osage Avenue. WHYY-TV Filadèlfia, 1986.
- Cecil B. Moore: Master Tactician of Direct Action. WHY-TV Filadèlfia, 1987
- W.E.B. Du Bois: A Biography in Four Voices (1995)